# Спораций
Флавий Спораций (на латински: Flavius Sporacius) е политик на Източната Римска империя през 5 век.
Той служи като comes през 448 г. и comes domesticorum peditum през 450 и 451 г. През окромври 451 г. посещава Халкидонския събор (четвъртият вселенски събор). През 452 г. Спораций е консул заедно с Бас Херкулан на Запад.